# 高橋誠 (財政学者)
高橋 誠（たかはし まこと、1926年2月14日 - 1990年11月9日）は、日本の財政学者。法政大学教授。専門は財政学。経済学博士（九州大学・1981年）
税制調査会専門委員、日本財政学会理事、東京都競争事業廃止対策審議会委員、東京都特別職報酬等審議会委員、東京都専門委員、東京都私立学校助成審議会委員、日本経済学会連合評議員、日本学術会議研究連絡委員、地方制度調査会臨時委員などを歴任。

## 年譜
- 1926年2月14日：広島県福山市に生まれる
- 1948年3月：広島高等師範学校卒業
- 1951年3月：東京大学経済学部卒業
- 1951年4月：法政大学経済学部助手
- 1954年4月：法政大学経済学部助教授
- 1963年4月：法政大学経済学部教授
- 1969年4月〜1970年3月：法政大学経済学部長
- 1971年5月〜1973年3月：法政大学在外研究員として、シェフィールド大学、ウィスコンシン大学、カリフォルニア大学バークレイ校で研究
- 1975年4月〜1977年3月：法政大学大学院議長
- 1981年2月：九州大学経済学博士「現代イギリス地方行財政論」
- 1983年6月〜1983年9月：フンボルト大学からの招聘をうけ在外研究
- 1984年5月〜1987年4月：法政大学常務理事
- 1987年6月〜1988年3月：ヨーク大学社会科学研究所の客員教授として在外研究
- 1990年11月9日：心筋梗塞のため、八王子市東京医大八王子医療センターにて逝去

## 著書

### 単著
- 『現代財政論講義』（時潮社、1961年）
- 『明治財政史研究』（青木書店、1964年）
- 『現代財政論』（時潮社、1967年）
- 『日本財政のメカニズム』（毎日新聞社、1971年）
- 『昭和財政史第4巻　財政制度』（東洋経済新報社、1977年）
- 『現代イギリス地方行財政論』（有斐閣、1978年）
- 『財政論講義』（日本評論社、1980年）

### 共著
- （遠藤湘吉・加藤俊彦）『日本の大蔵大臣』（日本評論社、1964年）
- （鈴木武雄）『国庫制度・国庫収支』（東洋経済新報社、1980年）

### 共編著
- （柴田徳衛）『財政学』（有斐閣、1968年／新版・1980年、第3版・1988年）
- 『現代財政論』（日本評論社、1975年）
- 『財政学を学ぶ』（有斐閣、1975年）
- （佐藤進）『地方財政読本』（東洋経済新報社、1975年／第2版・1981年、第3版・1987年）
- 『経営と行財政運営』（学陽書房、1982年）

### 還暦論文集
- 大島通義・宮本憲一・林健久編『政府間財政関係論』（有斐閣、1989年）

## 関連人物
- 大内兵衛
- 鈴木武雄
- 遠藤湘吉
- 武田隆夫